# Ахтырский 12-й гусарский полк

Знамённый герб Ахтырского полка, 1776 года.

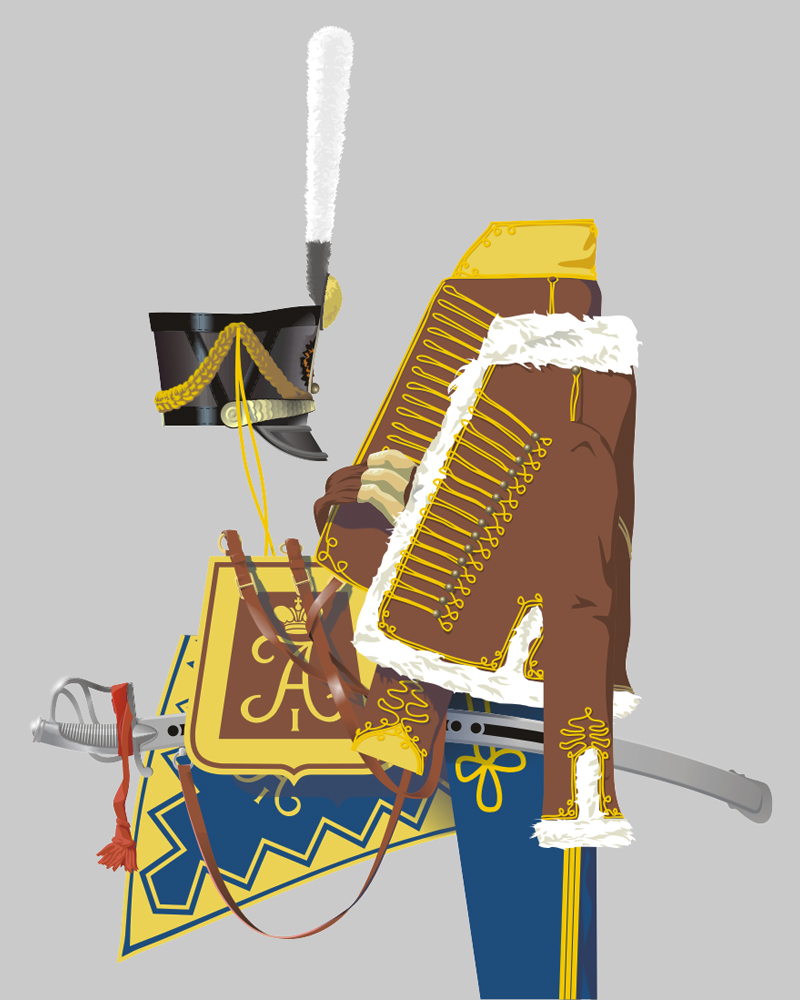
Полная форма одежды гусара (рядового) Ахтырского гусарского полка, образца 1812 года: доломан, ментик, шарф, чакчиры, кивер, вальтрап, ташка и сабля

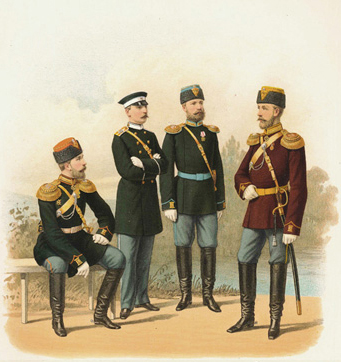
Армейские Драгунские полки: Штаб-офицеры полков а) 37-го Военного Ордена и б) 36-го Ахтырского, Обер-офицеры а) 32-го Чугуевского и б) 6-го Павлоградского Его Величества. 1882 год

Ахтырский 12-й гусарский полк — кавалерийская (гусарская) часть Русской императорской армии.
Первоначально полк был сформирован как Ахтырский поселённый слободской черкасский казачий полк Белгородского разряда, в 1651 году, переформирован в гусарский (лёгкая кавалерия) в 1765 году, в драгунский в 1882 году; с 1907 года вновь гусарский. Старшинство полка: 27 июня 1651 года. Полковой праздник: 2 июля, день Чудотворной Иконы Ахтырской Божией Матери или Положение риз Пресвятой Богородицы во Влахерне. Дислокация формирования на год:
- 1820 — Павлоград[2]. Полк входил в состав 3-й гусарской дивизии.

## История

### Русское войско и армия

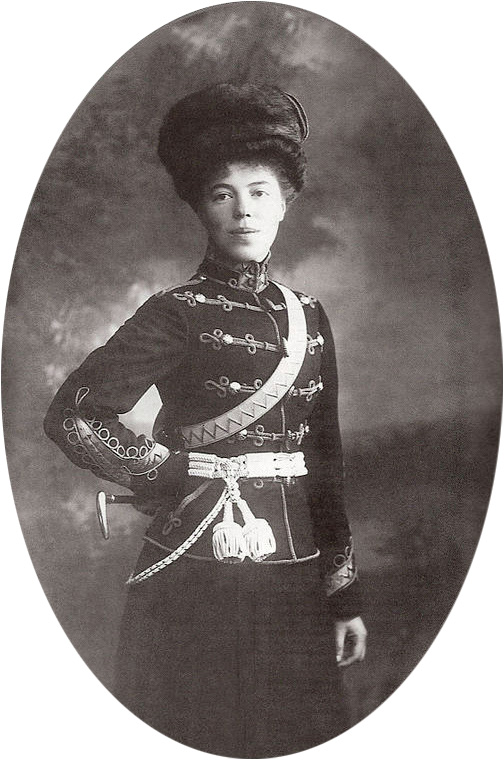
Великая княжна Ольга Александровна в форме «своего» полка. Около 1905—1907 годов.

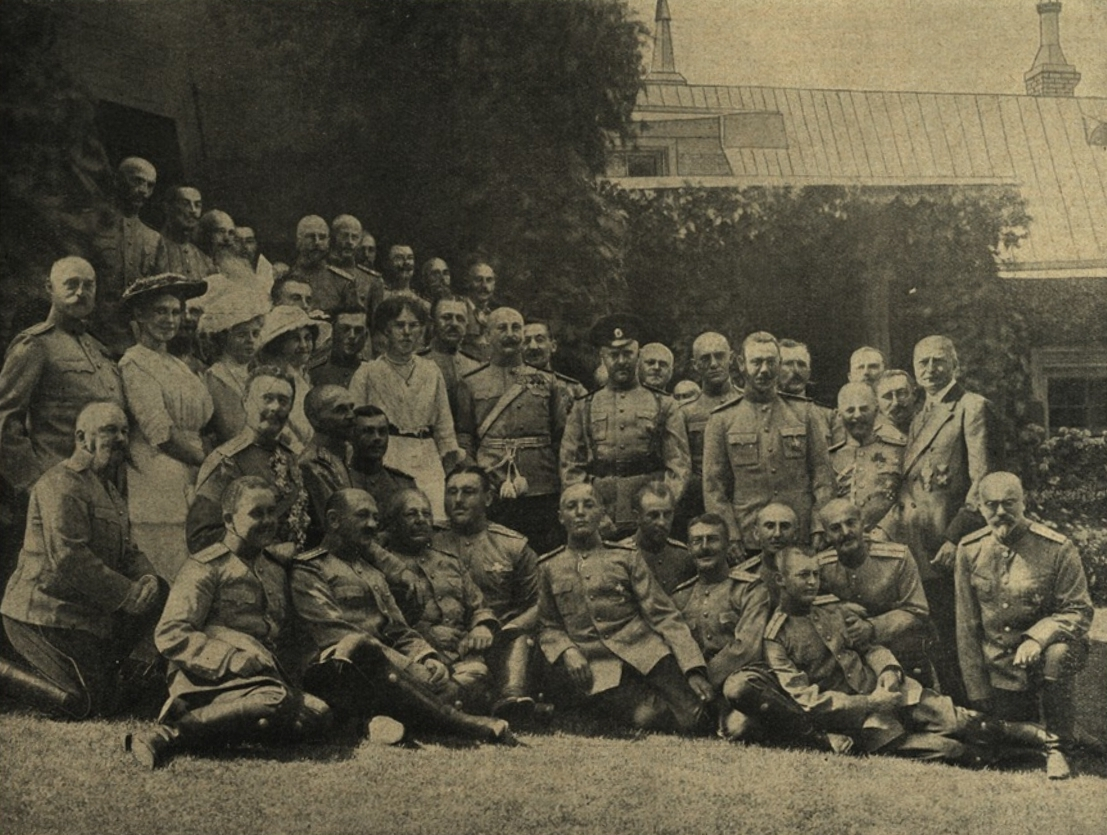
1914 год. Полк в гостях у своего Августейшего шефа в Петергофе.

27 июня 1651 года из казаков Белгородского разряда и бежавших от гнёта польской шляхты жителей Малой России (черкас) Русским государем сформирован Ахтырский слободской черкасский казачий полк. Полк участвовал в Северной войне 1700—1721 годов.
3 мая 1765 года переименован в регулярный Ахтырский гусарский полк. Участвовал в русско-турецкой войне 1768—1774 годов, в том числе под Измаилом.
27 июня 1783 года наименован Ахтырским гусарским полком Украинской конницы. 26 февраля 1784 года наименован Ахтырским легкоконным полком. В декабре 1788 года участвовал в осаде Очакова.
29 марта 1790 года в полном составе был присоединен к Харьковскому легкоконному полку, но в январе 1792 года был восстановлен как самостоятельная воинская часть. Участвовал в подавлении польского национально-освободительного восстания 1794 года под предводительством Тадеуша Костюшко в Привисленском крае.
29 ноября 1796 года полк был переименован в гусарский и приведён в состав 10 эскадронов.
29 марта 1801 года полку было возвращено наименование Ахтырский. Участвовал в кампаниях 1806 года (против Османской империи (Турции)), 1807 года (против наполеоновской Франции), в Отечественной войне 1812 года и заграничных походах Русской армии. Вновь был задействован в подавлении польского восстания 1830—1831 годов.
С 1 января 1840 года по 19 марта 1857 года именовался по фамилиям шефа (почётного командира): генерал-адъютанта князя Васильчикова; Его королевского высочества принца Фридриха-Карла Прусского полк. В Крымскую войну 1853—1856 годов находился на Дунайском театре военных действий.
19 марта 1857 года полку было возвращено наименование Ахтырский, а с 25 марта 1864 полк переименован в 12-й Гусарский Ахтырский Его королевского высочества принца Фридриха Карла Прусского полк.
18 августа 1882 года полк переформирован в 36-й драгунский Ахтырский, а 6 декабря 1907 года — вновь в 12-й гусарский Ахтырский Её императорского высочества великой княгини Ольги Александровны полк. 26 августа 1912 года, в ознаменование 100-летия Бородинского сражения, полку присвоено имя генерала Дениса Давыдова.
В первую мировую войну 1914—1918 годов полк действовал в составе 12-й кавалерийской дивизии 20-го и 26-го армейских корпусов 8-й и 9-й армии Юго-Западного и Румынского фронтов. Расформирован в мае 1918 года под Одессой. Отличился в ходе Галицийской битвы 1914 года

### Белое движение
Полк, ликвидированный в начале 1918 года, был восстановлен тогда же в составе Вооруженных сил Юга России в виде двух эскадронов (дивизиона) ахтырских гусар, влившихся в 1919 году в Сводный полк 12-й кавалерийской дивизии, которым командовал полковник Георгий Николаевич Псиол.
Последний ахтырский гусар — корнет Николай Георгиевич Тимченко (вступил в полк в 1916 году) — умер в Стамбуле 31 декабря 1999 года в возрасте 102 лет.

## Форма 1914 года
Общегусарского образца: Доломан, тулья, клапан пальто, шинели — коричневый, шлык, околыш, погоны, варварки, выпушка — жёлтый, металлический прибор — золотой.

### Флюгер
Флюгер (прапорец) — цвета: вниз — жёлтый, полоса — жёлтый, низ — коричневый .

## Шефыполка
Шеф или почётный командир, представлены не все:
- 29.11.1796 — 18.09.1800 — бригадир (с 27.01.1797 генерал-майор, с 22.09.1798 генерал-лейтенант) Линденер, Фёдор Иванович
- 18.09.1800 — 24.06.1803 — полковник (с 27.10.1800 генерал-майор) Барчугов, Иван Лаврентьевич
- 23.06.1803 — 01.09.1814 — генерал-адъютант генерал-майор (с 31.10.1812 генерал-лейтенант) Васильчиков, Илларион Васильевич
- 18.01.1835 — 21.02.1847[4] — генерал-адъютант генерал от кавалерии граф (с 01.01.1839 князь) Васильчиков, Илларион Васильевич
- 15.05.1850 — 07.06.1885 — Его Королевское Высочество принц Фридрих-Карл Прусский
- 27.07.1901 — 04.03.1917 — Ея Императорского Высочества Великая Княгиня Ольга Александровна

## Командиры полка

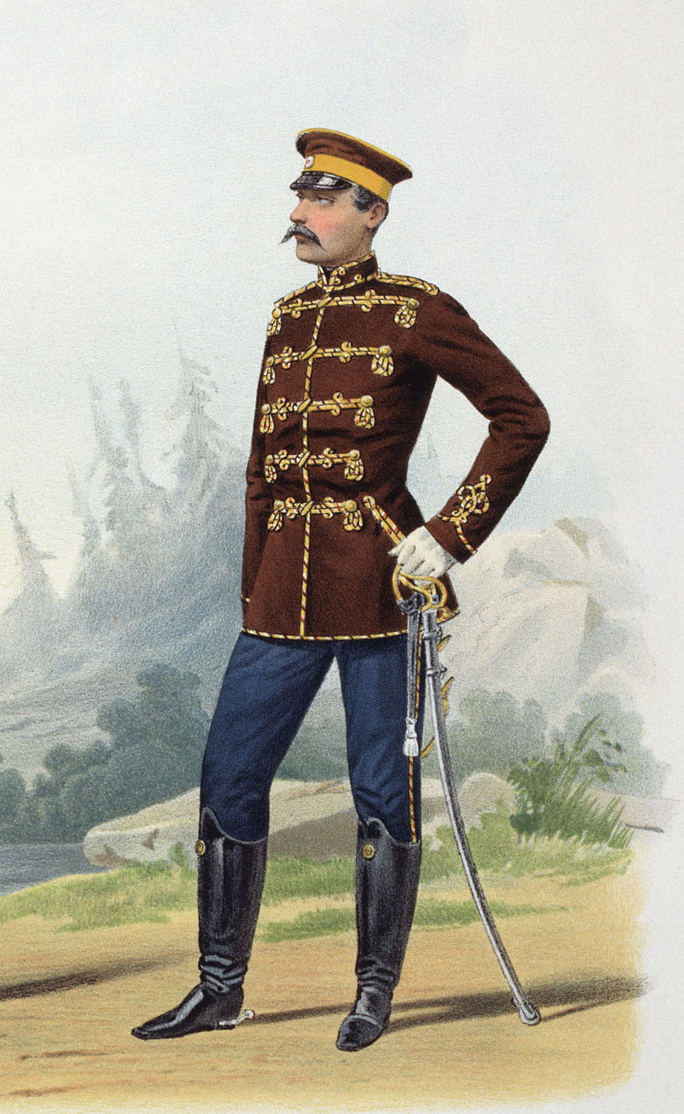
Обер-офицер 12-го Ахтырского ЕКВ принца Фридриха Карла Прусского (обыкновенная форма), 1869 год

- 03.03.1765 — 29.12.1770 — бригадир (с 18.05.1766 генерал-майор), граф (с 1769) Подгоричани, Иван Михайлович
- 30.12.1770 — ??.??.1776 — полковник (с 22.09.1775 бригадир) Пищевич, Семён Степанович
- ??.??.1776 — ??.??.1782 — подполковник (с 07.01.1778 полковник) Хорват, Антон Иванович
- 14.07.1788 — 26.02.1797 — полковник (с 02.09.1793 бригадир) Сабуров, Иван Фёдорович
- 26.04.1798 — 18.10.1798 — полковник Бобырь, Степан Романович
- 18.10.1798 — 02.11.1798 — генерал-майор Ключаревский, Данила
- 23.04.1799 — 20.06.1799 — полковник граф Витгенштейн, Пётр Христианович
- 15.07.1799 — 25.06.1800 — полковник Бедряга, Григорий Васильевич
- 25.06.1800 — 21.07.1800 — полковник князь Жевахов, Иван Семёнович
- 09.10.1800 — 20.02.1805 — полковник Бедряга, Григорий Васильевич
- 18.07.1805 — 12.12.1807 — полковник Репнинский, Степан Яковлевич
- 20.05.1808 — 31.01.1811 — полковник князь Жевахов, Иван Семёнович
- 28.03.1811 — 29.08.1814 — полковник (с 26.12.1812 года генерал-майор) Васильчиков, Дмитрий Васильевич
- 29.08.1814 — 01.06.1815 — полковник Давыдов, Денис Васильевич
- 01.06.1815 — 24.01.1818 — полковник князь Кастриот-Дрекалович-Скандербек, Григорий Васильевич
- 12.02.1818 — 12.12.1824 — полковник Пашков, Александр Васильевич
- 12.12.1824 — 20.01.1826 — полковник Муравьёв, Артамон Захарович
  - 20.01.1826 — 07.02.1826 — временный командующий подполковник Арсеньев, Иван Алексеевич
- 20.01.1826 — 16.09.1826 — полковник Куликовский, Никанор Евстафьевич
- 16.09.1826 — 11.02.1835[5] — полковник Нечволодов, Александр Яковлевич
- 24.02.1835[6] — 19.03.1839 — полковник Врангель, Егор Петрович
- 19.03.1839 — 24.10.1842 — полковник Мусин-Пушкин, Фёдор Матвеевич[7]
- 24.10.1842 — 20.05.1849 — полковник (с 06.12.1847 генерал-майор) Комар, Тит Владиславович
- 20.05.1849 — 29.11.1855 — полковник (с 26.11.1852 генерал-майор) Сальков, Василий Александрович
- 29.11.1855 — 26.01.1861 — полковник (с 26.08.1856 генерал-майор) Суходольский, Дмитрий Петрович
- 26.01.1861 — 09.03.1866 — полковник Сливинский, Бронислав Игнатьевич
- 09.03.1866 — 17.03.1872 — полковник граф де Бальмен, Александр Петрович
- 17.03.1872 — 31.01.1876 — флигель-адъютант полковник граф Менгден, Георгий Фёдорович
- 07.02.1876 — 28.03.1879 — полковник Тевяшёв, Николай Николаевич
- 31.03.1879 — 07.05.1884 — полковник Руссау, Александр Александрович
- 07.05.1884 — 17.08.1892 — полковник Назимов, Николай Павлович
- 24.08.1892 — 20.11.1895 — полковник Трегубов, Александр Александрович
- 12.12.1895 — 25.11.1899 — полковник фон Ренненкампф, Павел Карлович
- 28.01.1900 — 12.12.1905 — полковник Саморядов, Иван Иванович
- 12.12.1905 — 11.09.1906 — полковник Леонтович, Евгений Александрович
- 11.09.1906 — 09.11.1911 — полковник Бенуа, Николай Николаевич
- 20.12.1911 — 29.08.1914[8] — полковник Трингам, Николай Васильевич
- 14.10.1914 — 12.07.1915 — полковник Кулжинский, Сергей Николаевич
- 13.08.1915 — 23.08.1915[9] — флигель-адъютант полковник Молоствов, Сергей Михайлович
- 17.09.1915 — 19.10.1917 — полковник (с 08.08.1917 генерал-майор) Елчанинов, Георгий Иванович.
- 19.10.1917 — после декабря 1917 — полковник принц Каджар, Мансур Мирза

## Знаки отличия
- георгиевский штандарт с Александровскими юбилейными лентами и надписью: «В воздаяние отличного мужества и храбрости, оказанных в благополучно оконченную кампанию 1814 года» и «1651—1851», в 1851 году;
- серебряные трубы за 1812 год;
- георгиевские трубы за 1828—1829 годы;
- знаки на шапки (кивера) «За отличие 14 августа 1813 года»;
- «петлицы за военное отличие», в 1882 году, взамен заслуженных в бою гвардейских гусарских шнуров за войну 1877—1878 годов[10].

## Полковая форма

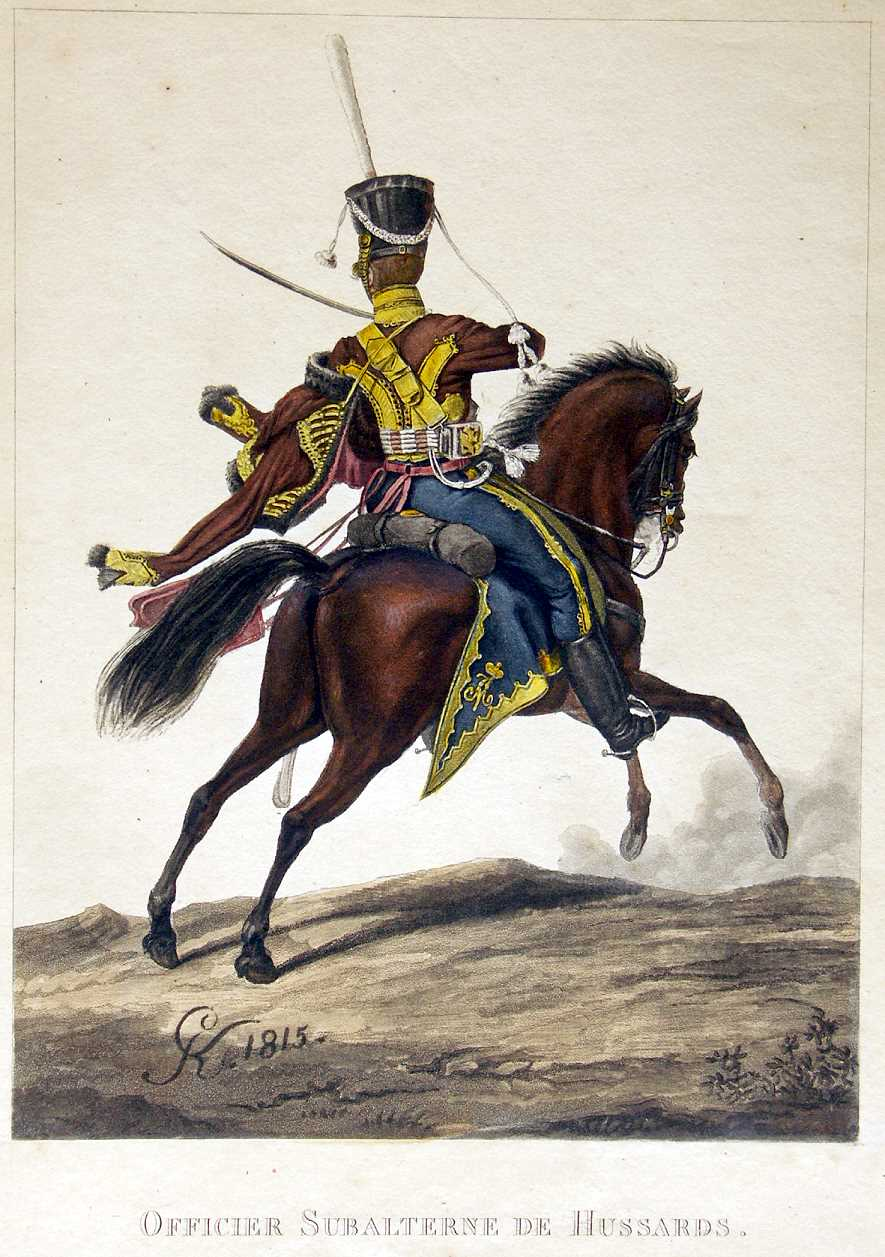
Обер-офицер Ахтырский, 12-й гусарский полк, 1815 год

После взятия Парижа Ахтырский полк находился в Аррасе. Осмотрев полк, Денис Давыдов, тогдашний командир полка, нашёл внешний вид своих гусар довольно плачевным. Мундиры за время боевых действий изрядно обносились. Полк был расквартирован вблизи монастыря капуцинок, монахини которого носили рясы как раз «полкового» коричневого цвета. Решение подсказала сама жизнь, по приказу Давыдова с монастырского склада было изъято все сукно, необходимое для пошива новых мундиров. На параде ахтырцы выглядели блестяще и произвели впечатление на императора. После этого Александр I своим Указом повелел ахтырским гусарам на вечные времена носить коричневые мундиры.
Потомки М. Ю. Лермонтова подтверждают правдивость этой легенды. Они рассказывают, что третьим тостом ахтырских гусар всегда был тост: «За французских женщин, которые пошили нам мундиры из своих ряс!»
После неудачной войны с японцами 1904—1905 годов администрация задумалась о поднятии боевого и морально-психологического духа армии. Как напоминание войскам о славных традициях, армии вернули парадную форму эпохи Александра II, а кавалерии ещё и деление на виды. Так, в 1907 году в русской армии снова появились гусарские и уланские полки. Ахтырским гусарам была восстановлена гусарская форма — коричневый доломан и краповые чакчиры, только без ментика. Головной убор состоял из шапки чёрного барашка с жёлтым шлыком, белым султаном и двуглавым орлом, а также ленты с надписью «За отличия 14 августа 1813 года»

## Знамённый герб
По заданию Военной коллегии, в 1775 году, был составлен новый (по сравнению со Знамённым гербовником Миниха) знамённый гербовник. Основную работу по составлению гербовника взял на себя герольдмейстер князь М. М. Щербатов. Поэтому гербовник получил в литературе название «Гербовник Щербатова». В Гербовнике содержались изображения 35 гербов для знамён новых русских полков, в том числе и «Ахтырского». В 1776 году был назначен герб для полка: щит, в голубом поле, золотый, четвероконечный крест и, золотое же, сияние, в виде полусолнца.

## Полковой знак
15 апреля 1909 года в память о 250-летии полка был утверждён полковой знак 12-го гусарского Ахтырского полка, который имел форму четырёхконечного креста (по форме креста за штурм Праги в 1794 году). На концах креста накладные вензеля: на левом — царя Алексея Михайловича, на правом — шефа полка Великой Княгини Ольги Александровны, на верхнем — императора Николая II, на нижней лопасти — накладные юбилейные даты: «1651» и «1901». В центре креста герб города Ахтырки (на щите, залитом голубой эмалью, золотой четырёхконечный крест, а над ним золотое сияние солнца).

## Интересные факты
- В полку в 1914 г. служили (и погибли, став георгиевскими кавалерами) 3 брата Панаевы - все были командирами эскадронов[11].
- В пьесе А. Гладкова «Давным-давно» (1940) командир партизанского отряда Давыд Васильев говорит, обращаясь к поручику Ржевскому: «Драчливость, брат, твоя вошла в пословицу давно в полку Ахтырском». Под именем «Давыда Васильева» выведен русский поэт, гусар Ахтырского полка, герой Отечественной войны 1812 года Денис Васильевич Давыдов.
- В 1960 году во время похорон Великой княгини Ольги Александровны в Торонто у гроба стояли офицеры 12-го гусарского Ахтырского Е. И. В. Великой княгини Ольги Александровны полка, шефом которых она стала в 1901 году.
- Последний ахтырский гусар — корнет Николай Георгиевич Тимченко (вступил в Ахтырский гусарский полк имени Дениса Давыдова в 1916 году) — умер в Стамбуле 31 декабря 1999 года в возрасте 102 лет.